# Segede
Segede fou un petit grup d'oposició d'Eritrea que va existir a la primera dècada del segle XXI format per habitants de l'altiplà de llengua tigrigna. El 2006 és esmentat com a part de l'Aliança Democràtica Eritrea però ja no apareix entre els seus membres el 2008.